# Cadott
Cadott – wieś w Stanach Zjednoczonych, w stanie Wisconsin, w hrabstwie Chippewa.